# Lasioglossum laterale
Lasioglossum laterale is een vliesvleugelig insect uit de familie Halictidae. De wetenschappelijke naam van de soort is voor het eerst geldig gepubliceerd in 1832 door Brullé.